# Fernanda Machado
Fernanda Arrias Machado (Maringá, 10 de outubro de 1980) é uma ex-atriz brasileira. Conhecida nacionalmente por interpretar Maria, estudante de direito e namorada do protagonista André Mathias no filme Tropa de Elite, a ambiciosa Dalila em Alma Gêmea, a doce Joana em Paraíso Tropical e a golpista Leila em Amor à Vida.

## Biografia
Estreou na televisão em 2004, na Rede Globo, na novela Começar de Novo, de Antônio Calmon e Elizabeth Jhin.
Em 2007 interpretou Joana de Paraíso Tropical, novela de Gilberto Braga e Ricardo Linhares, sendo este considerado seu melhor trabalho na televisão.
Tanto em Alma Gêmea quanto em Caras & Bocas, as personagens que Fernanda interpretou começavam como vilãs da história, mas acabaram se "redimindo" no decorrer das tramas.
Em 2011 fez uma participação especial na novela Insensato Coração. Em 2013 retornou em Amor à Vida, onde interpretou mais uma vilã, desta vez a ambiciosa Leila.

## Vida pessoal

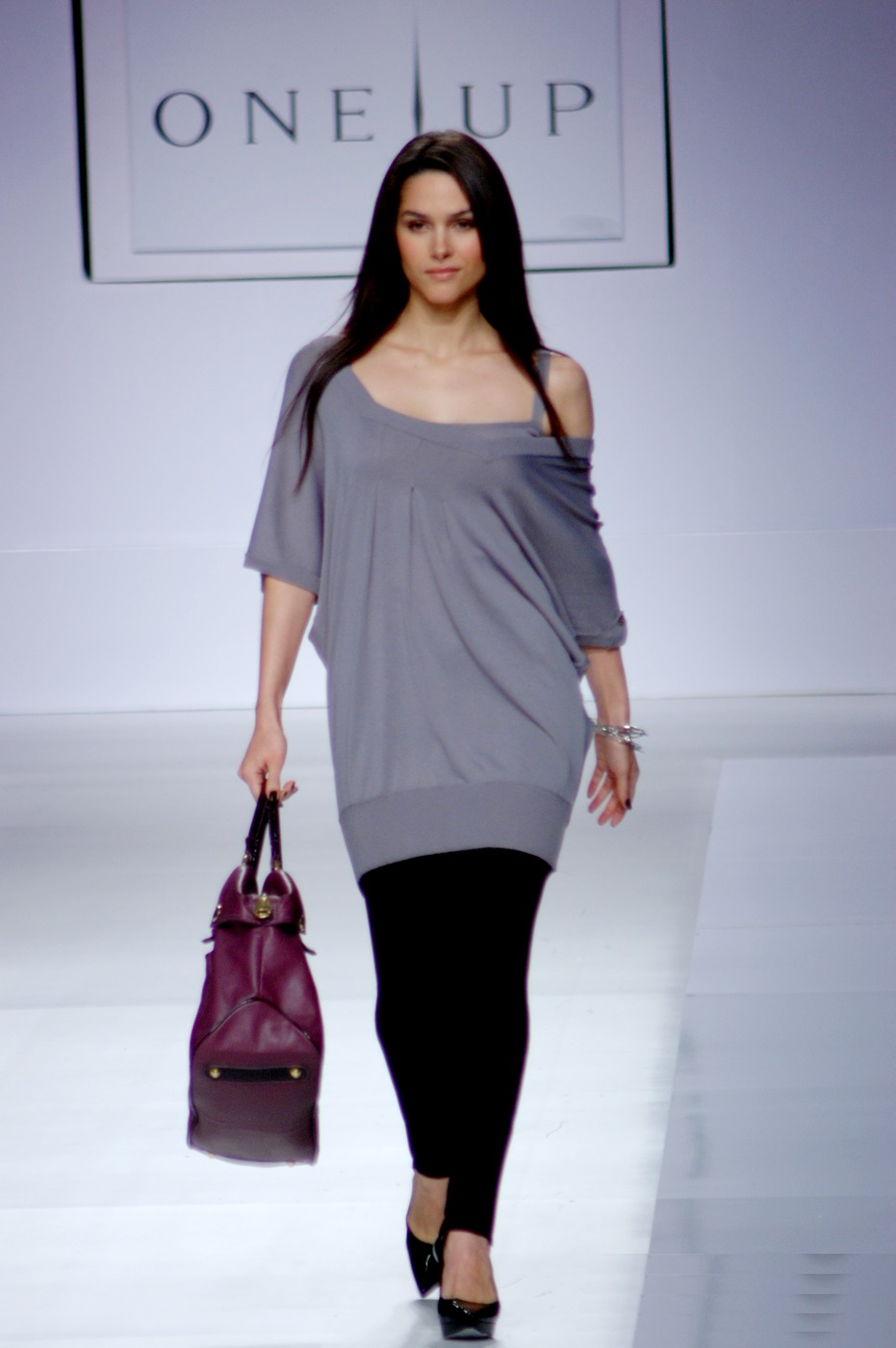
Fernanda desfilando (2008)

Fernanda já namorou o ator Jorge Pontual, e o fotógrafo Marcelo Faustini.
Começou a namorar o empresário americano Robert Riskin em 2011, casando-se no dia 2 de fevereiro de 2014, em uma cerimônia íntima na Capela São Luis Gonzaga, em Maringá, cidade natal de Fernanda. Em janeiro de 2015, a atriz anunciou que estava grávida de quatro meses de seu primeiro filho. No dia 22 de junho de 2015, deu à luz Lucca, seu primeiro filho.

## Filmografia

### Televisão
| Ano  | Título              | Papel                   | Notas                                                  |
| ---- | ------------------- | ----------------------- | ------------------------------------------------------ |
| 2004 | Começar de Novo     | Sonya Karamazov         |                                                        |
| 2005 | Alma Gêmea          | Dalila Castelli Santini |                                                        |
| 2007 | Paraíso Tropical    | Joana Veloso Schneider  |                                                        |
| 2008 | Queridos Amigos     | Lorena Vianna           |                                                        |
| 2008 | Dicas de Um Sedutor | Júlia                   | Episódio: "Falta Homem"                                |
| 2008 | Casos e Acasos      | Adriana                 | Episódio: "O Encontro, o Homem Ideal e a Estreia"      |
| 2008 | Casos e Acasos      | Fabíola                 | Episódio: "O Ultimato, o Vândalo e a Pensão"           |
| 2009 | Superbonita         | Apresentadora convidada | Episódio: "13 de setembro"                             |
| 2009 | Caras & Bocas       | Laís Molinari           |                                                        |
| 2011 | Insensato Coração   | Luciana Alencar         | Episódios: "17–25 de janeiro"                          |
| 2011 | Macho Man           | Drª. Rosany             | Episódio: "Nelson Sofre um Acidente que Muda sua Vida" |
| 2013 | Amor à Vida         | Leila Melo Rodriguez    |                                                        |
| 2018 | Impuros             | Delegada Andreia Aragão |                                                        |

### Cinema
| Ano  | Título                                   | Papel   |
| ---- | ---------------------------------------- | ------- |
| 2007 | Inesquecível                             | Esposa  |
| 2007 | Tropa de Elite                           | Maria   |
| 2008 | Inverno                                  | Paula   |
| 2009 | Flordelis - Basta uma Palavra para Mudar | Isabel  |
| 2011 | Mentiras Sinceras                        | Beth    |
| 2011 | Amanhã Nunca Mais                        | Solange |
| 2013 | A Brasileira                             | Lúcia   |
| 2014 | Confia em Mim                            | Mari    |
| 2016 | A Menina Índigo                          | Luciana |

## Teatro
| Ano  | Título                                     | Papel    | Ref.   |
| ---- | ------------------------------------------ | -------- | ------ |
| 1998 | Hara Kiri                                  |          | [ 18 ] |
| 1999 | Adágio Número 6                            |          | [ 18 ] |
| 2000 | Lágrimas Puras em Olhos Pornográficos      | Alice    | [ 18 ] |
| 2001 | Senhora                                    |          | [ 18 ] |
| 2002 | O Homem Elefante                           | Ana      | [ 18 ] |
| 2003 | A Longa Viagem do Comandante Fulano de Tal | Evelyn   | [ 18 ] |
| 2004 | A Metamorfose                              | Grace    | [ 18 ] |
| 2006 | O Beijo no Asfalto                         | Selminha | [ 18 ] |
| 2010 | Mente Mentira                              | Beth     | [ 18 ] |

## Prêmios e indicações
| Ano  | Prêmio                    | Categoria                | Novela           | Resultado | Ref    |
| ---- | ------------------------- | ------------------------ | ---------------- | --------- | ------ |
| 2005 | Prêmio Contigo! de TV     | Atriz Revelação          | Começar de Novo  | Indicada  | [ 19 ] |
| 2007 | Melhores do Ano           | Melhor Atriz Coadjuvante | Paraíso Tropical | Venceu    | [ 20 ] |
| 2013 | Prêmio Extra de Televisão | Melhor Atriz Coadjuvante | Amor à Vida      | Indicada  | [ 21 ] |